# Kasteel de Spoelberch
Het kasteel de Spoelberch is een kasteel in Lovenjoel in de Vlaams-Brabantse gemeente Bierbeek. 
Het in oorsprong classicistisch kasteel werd in de midden van de 18e eeuw gebouwd als buitenverlijf (lusthuis of huis van plaisantie) van de familie Spoelberch. Het wordt op de Ferrariskaart aangegeven als Château de Spelberg. 
Het landhuis werd opgericht door Karel Christiaan de Spoelberch (1709-1772), de negende heer van Lovenjoel. Op 16 februari 1770 verkocht hij de heerlijkheid en het kasteel aan de algemeen ontvanger van de Staten van Brabant, Frans Filip Jozef van Bemmel.  Nog geen maand later, op 9 maart 1770, werd alles opnieuw eigendom van Maximiliaan Antoon de Spoelberch, de oudste van een jongere tak van de Spoelberchs.  Na de Belgische onafhankelijkheid was Maximiliaan bijna veertig jaar burgemeester van Lovenjoel (1834-1873). 
Charles de Spoelberch overleed in 1907 zonder afstammelingen en legateerde kasteel en park aan een nicht. Toen zij in 1915 overleed, schonk zij de eigendom aan de Leuvense universiteit. Die gaf het in erfpacht aan de Zusters van Liefde om er een neuropsychiatrische kliniek in te richten, onder de naam Salve Mater. In de Eerste Wereldoorlog werd het kasteel door de Duitsers gebruikt als Kommandantur. Tot omstreeks 1980 werd het kasteel bewoond door studenten psychiatrische verpleegkunde.
De kliniek ging deel uitmaken van het UZ Leuven als Universitair Psychiatrisch Centrum, tot alle afdelingen eind jaren 1990 verspreid werden over andere ziekenhuizen.
Op 6 november 2008 sloot de KU Leuven met ViRiX een overeenkomst af voor de herontwikkeling van de site. Een woonverkaveling kwam er tot stand.